# Franco Fava
Francesco Fava (ur. 3 września 1952 w Roccasecca) – włoski lekkoatleta, długodystansowiec, dwukrotny mistrz uniwersjady w 1975, dwukrotny olimpijczyk.

## Kariera sportowa
Zdobył brązowy medal w drużynie i zajął 10. miejsce indywidualnie w biegu juniorów na międzynarodowych mistrzostwach w biegach przełajowych w 1970 w Vichy. Zajął 9. miejsce w biegu na 2000 metrów z przeszkodami na mistrzostwach Europy juniorów w 1970 w Paryżu. Na międzynarodowych mistrzostwach w biegach przełajowych w 1971 w San Sebastián ponownie zdobył brązowy medal drużynowo i zajął 6. miejsce indywidualnie w konkurencji juniorów, a na kolejnych międzynarodowych mistrzostwach w biegach przełajowych w 1972 w Cambridge zdobył brązowy medal indywidualnie i złoty drużynowo, również w biegu juniorów.
Wystąpił w rywalizacji seniorów na igrzyskach olimpijskich w 1972 w Monachium, gdzie odpadł w eliminacjach biegu na 3000 metrów z przeszkodami. Zajął 4. miejsce w tej konkurencji na mistrzostwach Europy w 1974 w Rzymie, a biegu na 10 000 metrów nie ukończył.
Zdobył brązowy medal w biegu na 3000 metrów z przeszkodami na igrzyskach śródziemnomorskich w 1975 w Algierze. Zwyciężył w biegu na 5000 metrów i w biegu na 10 000  metrów na uniwersjadzie w 1975 w Rzymie. Zajął 8. miejsce w biegu maratońskim i odpadł w eliminacjach biegu na 10 000 metrów na igrzyskach olimpijskich w 1976 w Montrealu. Zdobył srebrny medal w biegu na 10 000 metrów na uniwersjadzie w 1977 w Sofii.
Wielokrotnie startował w mistrzostwach świata w biegach przełajowych. Najwyższe miejsce – 4. – zajął w 1977 w Düsseldorfie. Zdobył również srebrny medal w akademickich mistrzostwach świata w biegu przełajowym w 1974 w Madrycie.
Był mistrzem Włoch w biegu na 3000 metrów z przeszkodami w latach 1972–1975, w biegu na 30 kilometrów w 1976, w biegu przełajowym na długim dystansie w latach 1974–1978 oraz w sztafecie 4 × 1500 metrów w 1975. Był również halowym mistrzem Włoch w biegu na 3000 metrów w 1974 i 1979. 
Był rekordzistą Włoch w biegu na 5000 metrów z czasem 13:22,0 (7 lipca 1977 w Turku), trzykrotnie w biegu na 10 000 metrów do wyniku 27:42,65 (30 czerwca 1977 w Helsinkach) i siedmiokrotnie w biegu na 3000 metrów z przeszkodami do czasu 8:18,55 (7 września 1974 w Rzymie)(. Były to najlepsze wyniki w jego karierze. Rekord życiowy Favy w maratonie wynosił 2:12:54, ustanowiony w Reggio nell’Emilia 25 kwietnia 1976.